# Маріо Гелла
Маріо Гелла (італ. Mario Ghella, 23 червня 1929 — 10 лютого 2020) — італійський велогонщик.
Олімпійський чемпіон 1948 року в індивідуальному спринті.